# 塞倫教堂 (丹地)
塞倫教堂（英語：Salem Chapel）是一個位於蘇格蘭丹地的前聯合歸正教會教堂，建於1872年，目前屬於C類登錄建築，由威廉·亞歷山大設計。教堂在2019年10月6日提供最後一次服務後便在11月24日結束運作。